# Gun Fight
Gun Fight è un videogioco d'azione arcade del 1975, distribuito da Midway Mfg. Co.. Inizialmente realizzato da Taito con il nome Western Gun, tramite un sistema di logica TTL, è stato convertito per l'uso di un microprocessore Intel 8080 da Dave Nutting. Gun Fight è il primo videogioco arcade giapponese ad essere importato negli Stati Uniti. Ha avuto un seguito intitolato Boot Hill.

## Modalità di gioco
In Gun Fight due giocatori si sfidano a duello, utilizzando due sprite che ricordano dei cowboy che possono utilizzare a loro favore dei cactus per farsi scudo. I proiettili rimbalzano sul bordo dello schermo, similmente a PONG. Il gioco possiede controlli separati per i movimenti (un joystick a otto direzioni) e per lo sparo (un paddle a due direzioni, per orientare la pistola); il monitor è in bianco e nero, ed è sovrapposto ad esso una pellicola gialla per dare l'illusione del colore.

## Altre versioni
Nel 1979 il gioco è stato convertito per la console Atari 2600, con il nome Gunslinger, e incluso in 12 differenti variazioni nella cartuccia gioco Outlaw, insieme a un'altra versione per singolo giocatore, Target Shooting, nella quale il giocatore fa pratica a sparare contro un bersaglio in movimento cercando di colpirlo più volte possibile in 90 secondi.
Un'altra versione per Atari 2600, più fedele all'originale e con grafica migliore, fu realizzata nel 2001 da Manuel Rotschkar e distribuita da AtariAge, che ha anche organizzato sul sito ufficiale una competizione (vinta da David Exton) per la migliore etichetta da apporre alla cartuccia.
Nel 1983 Epyx ha convertito Gun Fight e un altro titolo Midway, Sea Wolf II, per Atari 8-bit, sotto il nome di "Arcade Classics"